# Скаржин (Великопольське воєводство)
Скаржин (пол. Skarżyn) — село в Польщі, у гміні Кавенчин Турецького повіту Великопольського воєводства.
Населення — 159 осіб (2011).
У 1975-1998 роках село належало до Конінського воєводства.

## Демографія
Демографічна структура станом на 31 березня 2011 року:
|          | Загалом | Допрацездатний вік | Працездатний вік | Постпрацездатний вік |
| -------- | ------- | ------------------ | ---------------- | -------------------- |
| Чоловіки | 83      | 17                 | 57               | 9                    |
| Жінки    | 76      | 17                 | 43               | 16                   |
| Разом    | 159     | 34                 | 100              | 25                   |